# Teorema di Artin-Wedderburn
In algebra astratta, il teorema di Artin-Wedderburn è un teorema che consente la classificazione degli anelli semisemplici (anelli che sono scomponibili come somma diretta di anelli semplici). In base al teorema, ogni anello semisemplice può essere scomposto nel prodotto diretto di particolari anelli di matrici.
Il teorema, introdotto da Joseph Wedderburn per i soli anelli semplici, fu in seguito generalizzato da Emil Artin nella forma attuale.

## Enunciato
Sia {\displaystyle R} un anello semisemplice; {\displaystyle R} è isomorfo al prodotto esterno:
{\displaystyle \prod _{i=1}^{n}\mathbb {M} _{n_{i}}(D_{i})},
dove {\displaystyle D_{i}} è un anello con divisione, e {\displaystyle \mathbb {M} _{n_{i}}(D_{i})} è l'anello delle matrici quadrate formate da {\displaystyle n_{i}} righe e colonne, a valori in {\displaystyle D_{i}}.

### Corollari
- Se {\displaystyle R} è un anello artiniano, il prodotto diretto si riduce ad un unico fattore, per cui {\displaystyle R} è isomorfo ad un anello di matrici su un anello con divisione.
- Ogni algebra semplice (anello semplice a dimensione finita su un anello con divisione) è un anello di matrici[1].

### Esempi
- ogni algebra semplice a dimensione finita su {\displaystyle \mathbb {R} } è un anello di matrici su {\displaystyle \mathbb {R} }, {\displaystyle \mathbb {C} } o sull'insieme dei quaternioni {\displaystyle \mathbb {H} };
- ogni algebra semplice centrale su {\displaystyle \mathbb {R} } è un anello di matrici su {\displaystyle \mathbb {R} } o {\displaystyle \mathbb {H} };
- ogni algebra semplice a dimensione finita su {\displaystyle \mathbb {C} } è un anello di matrici su {\displaystyle \mathbb {C} };
- ogni algebra semplice centrale su {\displaystyle \mathbb {C} } è un anello di matrici su {\displaystyle \mathbb {C} };
- ogni algebra semplice centrale su un campo finito è un anello di matrici su quel campo.